# Thecla adachii
Thecla adachii är en fjärilsart som beskrevs av Matsumura 1929. Thecla adachii ingår i släktet Thecla och familjen juvelvingar. Inga underarter finns listade i Catalogue of Life.